# پپرنژ
شهر پپرنژ (به فرانسوی: Poperinge) در شهرستان ایپر  در استان فلاندری غربی  در منطقه فلاندری در کشور بلژیک واقع شده‌است.

## نگارخانه

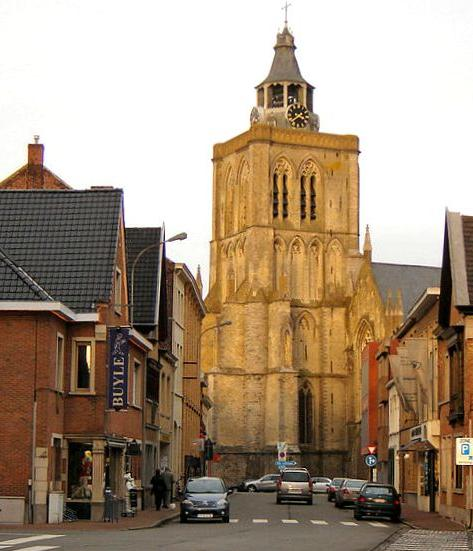
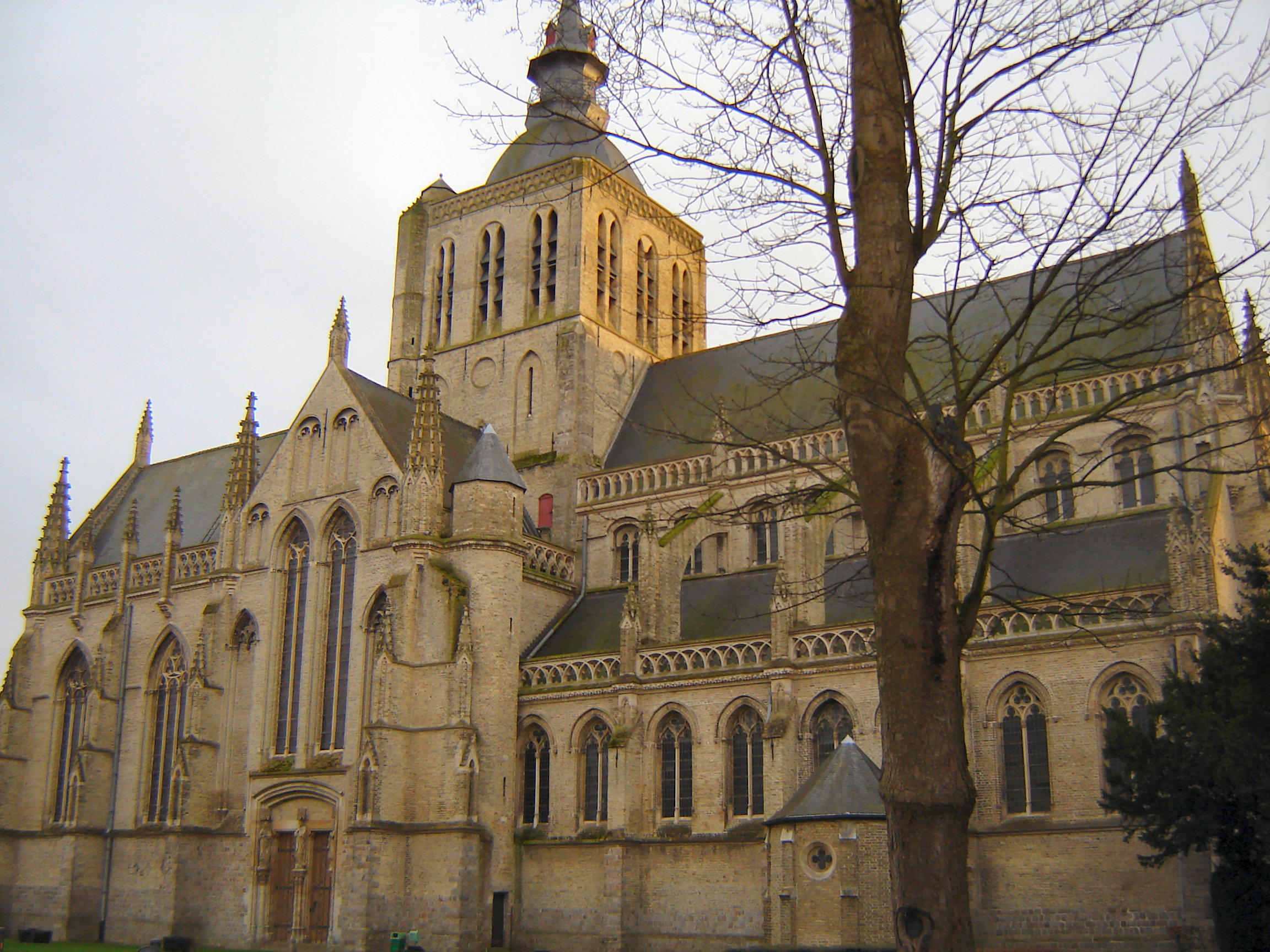
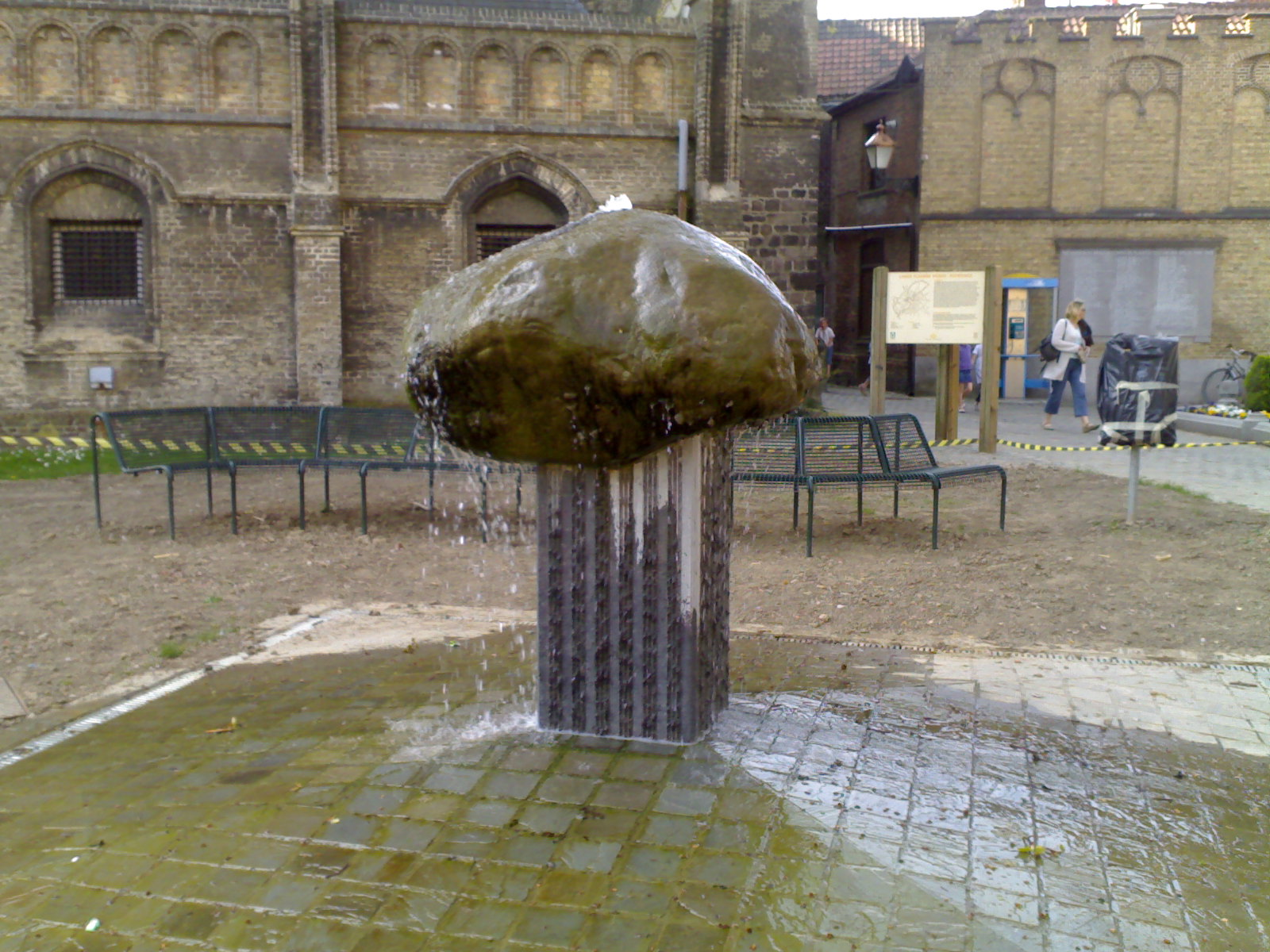
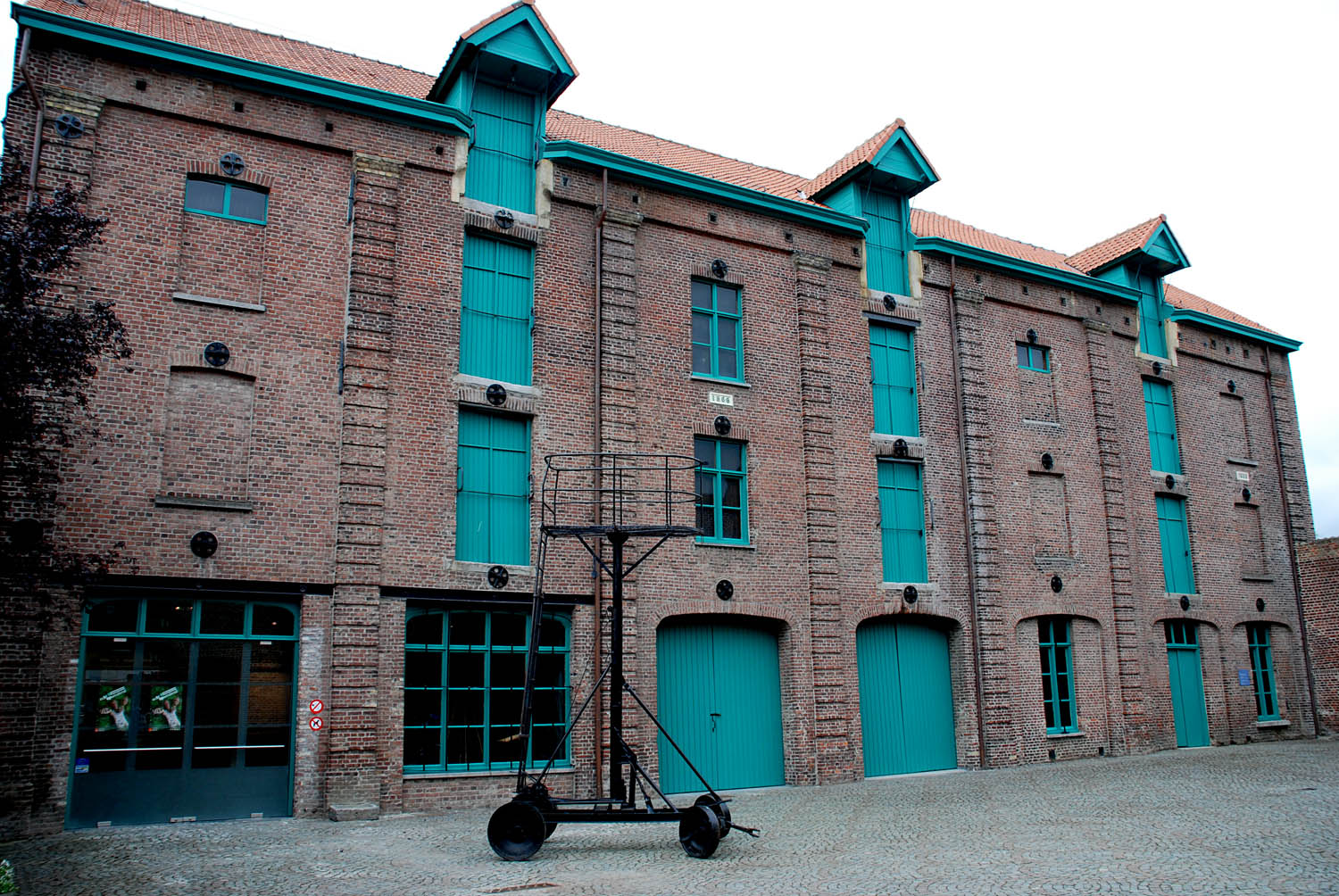